# (3633) Mira
(3633) Mira es un asteroide que forma parte del cinturón de asteroides y fue descubierto el 13 de marzo de 1980 por el equipo del Observatorio Félix Aguilar desde el observatorio de El Leoncito, Argentina.

## Designación y nombre
Mira se designó al principio como 1980 EE2.
Más adelante, en 1994, fue nombrado en honor del astrónomo argentino Hugo Mira (1937-1994).

## Características orbitales
Mira orbita a una distancia media de 2,312 ua del Sol, pudiendo alejarse hasta 2,549 ua y acercarse hasta 2,075 ua. Tiene una excentricidad de 0,1025 y una inclinación orbital de 3,311 grados. Emplea 1284 días en completar una órbita alrededor del Sol.

## Características físicas
La magnitud absoluta de Mira es 13,6.